# Modiri Marumo
Modiri Marumo (Gaborone, Botsuana, 6 de julio de 1976) es un futbolista botsuano. Juega de guardameta y su equipo actual es el Bay United de la Primera División de Sudáfrica.
Fue internacional con la selección de fútbol de Botsuana.

## Trayectoria
Marumo firmó con el Bay United de Sudáfrica en agosto de 2010. Previamente, jugó por el Botswana Defence Force de su país en los años 1990 y desde febrero de 2008, en el Haras El Hodood de Egipto, convirtiéndose en el primer botsuano en jugar en la máxima división egipcia, una de las más competitivas del continente africano.

## Selección nacional
Ha sido internacional con la selección de fútbol de Botsuana en 49 ocasiones siendo su debut en 1999. En mayo de 2003, Marumo fue expulsado en una definición por penales frente a Malaui en los cuartos de final de la Copa Cosafa. Fue el portero titular de Botsuana en su primera participación en una Copa Africana de Naciones, en la edición de 2012. Jugó los tres partidos que su seleccionado disputó en el campeonato. Marumo se retiró del fútbol internacional luego del torneo.

### Participaciones en Copas Africanas
| Copa                           | Sede                      | Resultado    | Partidos | Goles |
| ------------------------------ | ------------------------- | ------------ | -------- | ----- |
| Copa Africana de Naciones 2012 | Gabón y Guinea Ecuatorial | Primera fase | 3        | -9    |

## Clubes
| Club                   | País      | Año         |
| ---------------------- | --------- | ----------- |
| Botswana Defence Force | Botsuana  | 1996 - 2008 |
| Haras El-Hodood        | Egipto    | 2008 - 2010 |
| Bay United             | Sudáfrica | 2010 -      |

## Palmarés

### Campeonatos nacionales
| Título                    | Club                   | País     | Año     |
| ------------------------- | ---------------------- | -------- | ------- |
| Liga botswanesa de fútbol | Botswana Defence Force | Botsuana | 1997    |
| FA Challenge Cup          | Botswana Defence Force | Botsuana | 1998    |
| Liga botswanesa de fútbol | Botswana Defence Force | Botsuana | 2002    |
| FA Challenge Cup          | Botswana Defence Force | Botsuana | 2004    |
| Liga botswanesa de fútbol | Botswana Defence Force | Botsuana | 2004    |
| Copa de Egipto            | Haras El-Hodood        | Egipto   | 2008/09 |
| Copa de Egipto            | Haras El-Hodood        | Egipto   | 2009/10 |
| Supercopa de Egipto       | Haras El-Hodood        | Egipto   | 2009    |